# 石川県道179号野々市鶴来線
石川県道179号野々市鶴来線（いしかわけんどう179ごう ののいちつるぎせん）は、石川県野々市市と同県白山市を結ぶ一般県道（石川県道）である。通称「鶴来街道」とも呼ばれる。

## 概要
起点から南に進む。県営菅原団地西側を通り、野々市市矢作、粟田、新庄を経て、白山市鶴来地区に入る。白山市道法寺町で北陸鉄道石川線の踏切をわたり、さらに南下、白山警察署鶴来庁舎前、白山市鶴来地区中心部を南下。北陸鉄道石川線旧加賀一の宮駅前を経て、白山町交差点で西に右折。その後、終点に至る。
以前は国道157号の指定だったが、同線の鶴来バイパス（白山市乾 - 同市白山町間）の開通により1997年（平成9年）に県道に格下げとなった。
白山町交差点～白山町西交差点は、1983年（昭和58年）に津幡町で開催された第35回全国植樹祭の際、県林業試験場（三宮町）がお手蒔き会場となったのに合わせ整備された区間でもある。

### 路線データ
- 起点：石川県野々市市横宮町32番地先（＝野々市交差点・国道157号（国道305号と重複）交点）
- 終点：石川県白山市白山町59番4地先（＝白山町西交差点・国道157号交点）

## 接続道路
- 国道157号（国道305号重複）（野々市市横宮町・野々市交差点：起点）
- 石川県道190号矢作松任線（野々市市矢作・矢作交差点）
- 石川県道189号額谷三浦線（野々市市粟田・粟田北交差点）
- 石川県道22号金沢小松線（金沢外環状道路山側幹線、加賀産業開発道路）（野々市市新庄・新庄交差点）
- 石川県道58号鶴来美川インター線（白山市道法寺町）
- 石川県道45号金沢鶴来線（白山市小柳町・小柳町北交差点）
- 「石川県道45号金沢鶴来線」重複区間
  - 石川県道103号鶴来水島美川線（白山市月橋町・月橋交差点）
  - 石川県道121号鶴来停車場線（白山市鶴来本町4丁目・鶴来駅前交差点）
- 石川県道4号小松鶴来線（白山市鶴来大国町・鶴来本町交差点）
- 石川県道103号鶴来水島美川線（白山市白山町・白山町交差点）
- 国道157号（白山市白山町・白山町西交差点：終点）

## 重複区間
- 石川県道45号金沢鶴来線（白山市小柳町・小柳町北交差点 - 同市鶴来大国町・鶴来本町交差点）

## 通過する自治体
- 石川県
  - 野々市市 - 白山市

## 周辺
- 野々市市立菅原小学校
- 白山警察署鶴来庁舎（旧・鶴来警察署）
- 白山市立鶴来中学校
- 白山市鶴来支所
- 白山比咩神社
- 七ヶ用水
- 手取川
- 北陸鉄道石川線 道法寺駅 - 井口駅、鶴来駅

## 別名
- 鶴来（つるぎ）街道（野々市市、白山市）